# Шепетівська єпархія УПЦ (МП)
Шепетівська єпархія — єпархія УПЦ (МП). Охоплює Шепетівський район і частину Хмельницького району (Теофіпольська громада). Очолює митрополит Шепетівський і Славутський (за версією РПЦ) Євсевій Дудка.

## Історія
Шепетівська єпархія утворена 31 травня 2007 року шляхом виділення зі складу Хмельницької і отримала титул «Шепетівська і Славутська».

## Устрій
До єпархії належать 174 парафії, 117 священників, два жіночих і один чоловічий монастир.

### Монастирі
- Різдва Богородиці Городищенський чоловічий монастир. с. Городище.
- Жіночий монастир святої праведної Анни, Славута[2].

## Керівні архієреї
- Никодим (Горенко) (4 червня 2007 — 11 червня 2007)
- Володимир (Мельник) (11 червня 2007 — 14 червня 2011)
- Діонісій (Константинов) (14 червня 2011 — 23 грудня 2014)
- Пантелеймон (Луговий)(23 грудня 2014 — 29 січня 2016)
- Євсевій (Дудка) з (29 січня 2016)